# Krusty the Clown (episodio de Los Simpson)
Krusty the Clown, titulado Krusty el Payaso en España e Hispanoamérica, es el octavo episodio de la trigésima temporada de la serie animada Los Simpson, y el episodio 647 de la serie en general. Se emitió en Estados Unidos en Fox el 25 de noviembre de 2018.

## Argumento
Cuando el periódico de la escuela comienza a perder dinero, el director Skinner nombra a un nuevo editor que degradó a Lisa el programa de televisión. Ella pronto se da cuenta de que Homer tiene talento para resumir los shows y le da el puesto. Homer tiene éxito, pero su revisión del programa de televisión de Krusty el Payaso hace que él se enfurezca, y trata de sacar a Homer de la carretera. Con la ayuda de Bart, Krusty se esconde en un circo de bajo presupuesto, donde encuentra la felicidad como un payaso tradicional. Cuando el circo quiebra, Krusty los rescata, pero la gente del circo lo excluye como un payaso televisivo. Regresa a la televisión después de ser absuelto por un jurado hostil de Homer.
La constante recapitulación de Homer causa fricción en su matrimonio y él renuncia. Un ejecutivo de televisión trata de mantener a Homer en el trabajo, explicando que muchos de los programas que existen no existen realmente, pero las redes los promueven solo para el zumbido. Homer y Lisa exponen el fraude en el periódico de la escuela, pero el artículo es cancelado y reemplazado por un ciberanzuelo.

## Recepción
Rodney Ho, de The Atlanta Journal-Constitution, le dio al episodio una A, diciendo: "Al final, este episodio le otorga una gran importancia a los televidentes, algo que aprecio. Pero, para ser honesto, no estoy seguro de que esta parte de mi trabajo sea tan importante como Aun así, como este episodio es sobre mi trabajo y soy un narcisista periodístico fácilmente manipulado, ¡le doy una A!".
Tony Sokol de Den of Geek le dio al episodio 4.5 de 5 puntos de clasificación, diciendo: "Krusty the Clown" es un gran episodio, lo suficientemente bueno como para estar en la temporada 4. Es divertido, guiado por los personajes y ¿me atrevo a decirlo? como una palabra usada en exceso como revisión del uso de la regla cómica de tres en Los Simpson".
Dennis Perkins de The A.V. Club le dio al episodio una clasificación B, diciendo que "Los Simpson solían ser, pueden ser, y en ocasiones todavía son una crítica afiladísima e hilarante de la cultura pop en sí misma, y 'Krusty The Clown' muestra lo que sucede cuando los creadores del espectáculo se mueven y extrañan".
"Krusty the Clown" obtuvo un índice de audiencia de 0.8 con un 3 de share y fue visto por 2.11 millones de espectadores, lo que convirtió a Los Simpson en el programa de Fox de la noche con mayor audiencia.
Ryan Koh fue nominado para los Premios del Sindicato de Guionistas de Estados Unidos por Escritura Destacada en Animación en el 71.os Premios del Sindicato de Guionistas de Estados Unidos por su guion para este episodio.